# Fabrizio Castagnetti
Fabrizio Castagnetti (Velleia, 10 gennaio 1945 – Velleia, 13 gennaio 2018) è stato un generale italiano, capo di stato maggiore dell'Esercito Italiano dal 2007 al 2009.

## Biografia
Conseguita la maturità scientifica nel 1964, ha frequentato l'Accademia Militare di Modena diventando tenente nel 1968. È laureato in scienze strategiche e possiede il master di secondo livello in scienze strategiche.
Tra il 1977 e il 1979 ha lavorato come osservatore militare nell'ONU e come addetto militare negli Stati Uniti dal 1995 al 1998, a Washington.
Dal 1992 al 1993 è stato comandante del Distretto militare di Roma, poi fino al 1995 è stato capo ufficio coordinamento logistico dello Stato Maggiore dell'Esercito, e poi comandante della brigata corazzata Pinerolo.
È stato anche vice comandante del Corpo di Reazione Rapida (ACE Rapid Reaction Corps, ARRC) in Germania.
Il 19 marzo 2002 ha assunto l'incarico di comandante del corpo d'armata di reazione rapida (NATO Rapid Deployable Corps) a Solbiate Olona, incarico che deterrà fino al 2004.
Dal 1º marzo 2004 all'11 luglio 2005 ha svolto l'incarico di sottocapo di stato maggiore della Difesa e dal luglio 2005 ha assunto il comando del Comando Operativo di vertice Interforze (COI).
La sua educazione comprende: il corso basico di fanteria, il corso di lingua inglese e tedesca presso la Scuola lingue estere dell'Esercito, il corso di stato maggiore, il corso superiore di stato maggiore, la Scuola di guerra tedesca e Scuola di guerra degli Stati Uniti d'America.
Il generale Castagnetti, in un'intervista al Corriere della Sera, commentando la partenza del nostro contingente per l'operazione ONU in Libano, aveva sollevato dei dubbi circa la capacità  di relazionarsi e di approvare e attivare in maniera rapida le decisioni dei comandanti da parte dei contingenti militari in zona di guerra. Nella sede delle Nazioni Unite aveva in merito proposto la creazione di una Cellula di direzione strategica presso il Dipartimento per le operazioni di mantenimento della pace dell'ONU, che venne dunque costituita.
Al comando della nuova struttura viene candidata una rosa di tre nominativi, tra cui compare lo stesso Castagnetti. Ma per le sue polemiche riguardo alla NATO, Kofi Annan boccia la sua candidatura, nominando invece il generale Giovanni Ridinò.
Castagnetti è diventato capo di stato maggiore dell'Esercito Italiano il 14 settembre 2007. È subentrato a Filiberto Cecchi, che ha lasciato l'incarico per raggiunti limiti di età.
Il 16 aprile 2008 è entrato nella U.S. Army War College International Fellows Hall of Fame. Nell’agosto 2009 l’Amministrazione comunale di Lugagnano Val d’Arda guidata dal Sindaco Jonathan Papamarenghi lo nomina Cittadino Onorario. Il 17 settembre 2009 ha ceduto l'incarico di capo di stato maggiore dell'Esercito Italiano al generale di corpo d'armata Giuseppe Valotto. Ritiratosi a vita privata, ma sempre presente nella considerazione del personale militare, muore per un improvviso malore il 13 gennaio 2018; alle esequie partecipano i più alti vertici militari delle forze armate italiane. 
Il 30 settembre 2018 la piazza di Velleia, importante sito archeologico di Lugagnano Val d'Arda e luogo di nascita e morte del Generale, viene intitolata Piazza Generale Fabrizio Castagnetti.

## Riconoscimenti
- Ha ricevuto la croce commemorativa per la missione di pace in Medio Oriente, medaglia al valor dell'ONU per il servizio United Nations Truce Supervision Organisation Service (UNTSO).[1]